# Richard Schapke
Richard Hermann Schapke (* 16. Juni 1897 in Berlin; † 1940) war ein deutscher Nationalrevolutionär, Verbandsfunktionär und Publizist.

## Werdegang
Richard Schapke kam als zweites Kind von Julius Hermann Schapke (* 7. September 1854) und dessen Frau Marie Ida geb. Castner (* 20. Februar 1865) am 16. Juni 1897 in Berlin-Charlottenburg zur Welt. Dort verbrachte er mit zwei Schwestern seine Jugend.
Nach dem Ende des Ersten Weltkrieges war Schapke ein begeisterter Anhänger der Wandervogelbewegung, bei der er ab 1920 in Nordwestdeutschland leitend tätig war. Kurzzeitig setzte er sich innerhalb der Wandervogelbewegung für die Aufnahme von Mädchen ein, nahm von diesem Vorhaben aber 1922 wieder Abstand. Er war Mitverfasser der Bremer Leitsätze und gab 1928/29 die Jungpolitischen Rundbriefe heraus. Zuletzt war er Bundesführer des Wandervogel.
Schapke wurde Mitglied der Alt-Sozialistischen Partei (ASP). Zu dieser Zeit begann Schapkes Zusammenarbeit mit vielen Gleichgesinnten, die später die Schwarze Front gründen würden. Als die ASP an ihrem Versuch, sich als ernstzunehmende politische Kraft zu etablieren, scheiterte und wieder ein Teil der SPD wurde, schloss Schapke sich zusammen mit Eugen Mossakowsky der NSDAP an. Als NSDAP-Mitglied wurde Schapke ein Mitarbeiter des Kampfverlags, des publizistischen Sprachrohrs der Strasser-Brüder. Dort wurde Schapke 1930 der Redakteur der Zeitschrift „Der Nationale Sozialist“. Auch engagierte er sich als HJ-Führer.
Aufgrund der Differenzen zwischen dem „linken Flügel“ der NSDAP und Adolf Hitler wurde Schapke 1930 durch das Oberste Parteigericht der NSDAP aus der NSDAP ausgeschlossen. Er unterzeichnete Otto Strassers Aufruf „Die Sozialisten verlassen die NSDAP“ und gehörte zusammen mit Otto Strasser, Eugen Mossakowsky, Bruno Ernst Buchrucker und Herbert Blank im Juli 1930 zu den Gründern der Oppositionsgruppe Kampfgemeinschaft revolutionärer Nationalsozialisten (KGRNS), aus der später die nationalbolschewistische Kleinpartei Schwarze Front entstand. In dieser Organisation war er ebenfalls Jugendführer. In den Jahren 1932 und 1933 veröffentlichte Schapke zwei Werke und war Herausgeber der Landvolkbriefe. 
Wegen seiner Tätigkeiten im Kampf gegen Hitler wurde Schapke unmittelbar nach der nationalsozialistischen Machtergreifung des Hochverrats beschuldigt. Er wurde Ende August 1933 in Berlin festgenommen, was reichsweit in der Presse gemeldet wurde. Er blieb mehrere Wochen in „Schutzhaft“. Er wurde – wie sein Mitverschwörer Eugen Mossakowsky – im KL Oranienburg gefangen gehalten. Nach Entlassung betätigte er sich weiter im Rahmen illegaler Arbeit in Berlin.
Im Sommer 1934 emigrierte Schapke nach Kopenhagen. Von dort aus agierte er einige Jahre als Leiter der Auslandsorganisation der Schwarzen Front für Skandinavien und gab ab 1936 mit Otto Buchwitz die Volkssozialistischen Blätter heraus. Seinen Lebensunterhalt verdiente er mit einem Korrespondenzbüro, das Artikel über Skandinavien an deutschsprachige Zeitungen vertrieb; er schrieb auch Beiträge für dänische und schwedische Publikationen, Strassers Prager Blatt Die Deutsche Revolution und andere Exilzeitungen, etwa die Pariser Tageszeitung.  Innerhalb der Führung der Auslandsorganisation der Schwarzen Front wurde er im Mai 1938 Stellvertreter Otto Strassers. Am 16. August 1938 wurde ihm die deutsche Staatsbürgerschaft entzogen. Nach Beginn des Zweiten Weltkrieges war Schapke als Vertreter Strassers für Großbritannien vorgesehen. Nach der deutschen Besetzung des Landes musste er 1940 aus Dänemark flüchten. Schapke verstarb im selben Jahr während der Überfahrt nach Schweden, das Boot wurde durch die schwedische Küstenartillerie versenkt.

## Werke
- Die Schwarze Front. Von den Zielen und Aufgaben und vom Kampfe der Deutschen Revolution. Lindner, Leipzig 1932. ISBN 3-922119-27-1
- Aufstand der Bauern. Lindner, Leipzig 1933. ISBN 978-3-89846-704-9